# MC Livinho
MC Livinho, pseudonimo di Oliver Decesary Santos (San Paolo, 11 novembre 1994), è un cantante brasiliano.

## Biografia
Ha iniziato la sua carriera musicale nel 2008, venendo subito riconosciuto dai media come uno dei principali esponenti dello stile musicale noto come funk paulista, che si distingue per le sue connotazioni sessuali ed erotiche nella lirica delle canzoni. Livinho ha ottenuto il riconoscimento nazionale con le canzoni Tudo de bom, Bem querer, Tchau e bença e Fazer falta.